# خط‌وارگی (زمین‌شناسی)
خط‌وارگی (انگلیسی: Lineation) در زمین‌شناسی ساختاری به فرایندی گفته می‌شود که بر اثر آن عارضه‌های ساختاری خطی درون سنگ‌ها به نام خط‌واره پدید می‌آید. خط‌واره‌ها انواع مختلفی دارند که خط‌واره‌های تقاطعی، خط‌واره‌های کنگره‌ای، خط‌واره‌های کانیایی و خط‌واره‌های کششی رایج‌ترین آن‌ها هستند. در اندازه‌گیری‌های میدانی، خط‌واره‌ها به صورت خطوط نقشه با زاویه شیب و آزیموت ثبت می‌شوند.